# Stepaniwka (hromada Skorochodowe)
Stepaniwka (ukr. Степанівка) – wieś na Ukrainie, w obwodzie połtawskim, w rejonie połtawskim, w hromadzie Skorochodowe. W 2001 liczyła 248 mieszkańców, wśród których 246 wskazało jako ojczysty język ukraiński, 1 białoruski, a 1 polski.